# Tesseract (Computerspiel)
Tesseract ist ein Ego-Shooter-Computerspiel, der von Lee Salzmann entwickelt wurde und 2014 unter der zlib-Lizenz für Linux, macOS und Windows erschien.

## Geschichte
Das Projekt begann im Sommer 2012 als Projektaufspaltung von Cube 2: Sauerbraten. Es bietet verbessertes Shadow Mapping, Deferred Shading, Cube Map sowie HDR rendering mit Tone Mapping und Bloom. Sonnenstrahlen werden mit diffuser Global Illumination dargestellt. Im Vergleich zu Cube 2 bietet es auch transparente Schatten und Screen Space Ambient Occlusion und unlimitierte Screen Space Reflections und Refractions für Wasser und Glas sowie zahlreiche Verfahren zur Kantenglättung.

## Spielprinzip
Geboten werden die Spielmodi Capture-the-flag, Deathmatch, Team Death Match und Instagib. Wie auch das Ursprungsprojekt bietet Tesseract einen Mehrspielerbaumodus bei dem der Level-Editor in die Spielerperspektive integriert ist.

## Rezeption
Für Mario Siewert von Videospielkultur funktioniere das Bauen aus der Egoperspektive in der Praxis  weniger gut. Es ließen sich bestehende Level zwar anpassen. Eine komplette Neuerstellung sei jedoch zu umständlich. Zwar verfüge das Spiel über Bots, aber es werden nur zwei Level mitgeliefert. Es sei technisch makellos, aber dennoch Open Arena unterlegen. Das Gameplay sei langsamer und weniger stimmig als bei der Genre-Referenz.